# Emil Zátopek
Emil Zátopek (Kopřivnice, Moravska, 19. rujna 1922. – Prag, 22. studenog 2000.), zvan "češka lokomotiva", slavni je atletičar - dugoprugaš, četverostruki olimpijski pobjednik na Igrama 1948. i 1952., bez sumnje najveći češki (i čehoslovački) sportaš, i uopće jedan od najvećih sportaša u povijesti. U karijeri je postavio 20 svjetskih rekorda na distancama od 5.000 do 30.000 m.

## Početak karijere
U svojoj ranoj mladosti radio je u tvornici cipela Bata u obližnjem gradu Zlinu. Na početku njegove karijere napredak je bio spor i nije dao naslutiti veliki Zatopekov potencijal. Pred kraj rata, 1944. došlo je ipak do osjetnog rezultatskog poboljšanja. Postavio je nove nacionalne rekorde Češke na 2.000 m, 3.000 m i 5.000 m. 
Nakon rata je doslovno rezultatski eksplodirao. Na svom prvom velikom međunarodnom nastupu, na atletskom prvenstvu Europe, održanom u Oslu 1946. zauzima peto mjesto na 5000 m.

## Međunarodni uspjesi
Na svojim prvim Olimpijskim igrama 1948. u Londonu čehoslovačko atletsko rukovodstvo je odbilo njegov zahtjev da sudjeluje na ceremoniji otvaranja igara, jer je trka na 10.000 m bila na programu već sljedeći dan. Nezadovoljan zabranom sudjelovanja na otvaranju, Zatopek se prije svečanog mimohoda pomiješao s olimpijcima iz Danske i s njima ušao u stadion. I ... sutradan pobijedio s velikom prednošću, popravivši s rezultatom 29:59.6 olimpijski rekord.
U drugom svom nastupu na londonskim OI Emil u disciplini 5.000 m osvaja srebro iza Belgijanca Gastona Reiffa, za samo 0,2 sec. To je bio jedan od rijetkih njegovih poraza, nakon kojeg je uslijedio dugogodišnji niz nepobijeđenosti.
U svoje vrijeme, Emil je bio revolucionar novih metoda treninga. Često bi sam izmišljao treninge ili bi usavršavao postojeće principe. Atletski savez tadašnjeg SSSR-a pozivao bi svake godina njega i suprugu Danu Ingrovu, bacačicu koplja, na besplatne pripreme na obali Crnog mora, u nadi da će proniknuti u njegove trkačke programe. To im je na kraju vjerojatno i uspjelo, jer je glavni egzekutor skidanja Zatopeka sa svjetskog trkačkog trona bio upravo Rus Vladimir Kuts.
Svoju atletsku besmrtnost Emil Zatopek je zaslužio na sljedećim Olimpijskim igrama u Helsinkiju 1952. Prije samih Igara je nastupio na dva manja mitinga u Budimpešti i Kijevu, gdje je pobijedio, ali sa skromnim rezultatima, što je izazvalo skeptičnost nacije, koja je u njemu vidjela najvećeg češkog sportskog junaka predstojećih Igara.
Ali Emil ponovo uvjerljivo pobjeđuje s novim olimpijskim rekordom. Svoju zlatnu olimpijsku medalju osvojenu u toj trci Zatopek je 16 godina kasnije poklonio velikom australskom trkaču Ronu Clarku, koji je sredinom 60-ih godina postavio bezbrojne svjetske rekorde na pet i deset kilometara, ali nikad nije stigao do najvrijednijeg - olimpijskog zlata.
Druga finalna trka na helsinškim Igrama uslijedila je u disciplini 5000 m.  Ta se utrka smatra jednom od najvećih u povijesti Olimpijskih igara. Sam Zatopek se rado sjeća tog događaja: "To je bio najjači finiš koji sam ikada izveo protiv izuzetnih rivala: Nijemca Schadea, Francuza Mimouna i Britanaca Chatawaya i Piriea. Računao sam da ću ih dobiti na početku zadnjeg kruga, ali kada su me trojica od njih prestigla mislio sam da je sve gotovo, da sam izgubio trku. Međutim, nakon prerano jakog finiša, prvo je počeo popuštati Chataway pa za njim i Schade. U tom trenutku sam shvatio da ni Mimoun neće izdržati do kraja i počeo sam po drugi put finiširati, 150 metara prije cilja". Pravu atletsku poslasticu i veliku Emilovu pobjedu dodatno je začinila supruga Dana Zatopek, koja je samo par sekundi kasnije bacila svoj pobjednički hitac u koplju.
Zatopekovi su tako u nekoliko sekundi osvojili dvije zlatne olimpijske medalje, ali tu priči nije bio kraj. Tri dana kasnije, zadnjeg dana Olimpijskih igara, Emil se pojavio i na startu maratonske trke i pobijedio s velikom prednošću - iako do tada nikada nije trčao tu disciplinu!	
Osmodnevna Zatopekova "helsinška diktatura", tijekom koje je postao jedini dugoprugaš koji je na jednim Olimpijskim igrama osvojio tri zlatne medalje (5.000 m, 10.000 m i maraton) i pri tom postavio u sve tri discipline olimpijske rekorde, trčeći usput svoj prvi maraton, smatra se jednim od najvećih sportskih dostignuća uopće. To je ujedno bio i vrhunac sportske karijere ovog iznimnog čovjeka i sportaša koji je trčao, istina, ne tako lijepim stilom, kao da se muči, kao da će svakog časa "umrijeti" na stazi, vječito s bolnim grčem na licu.
Dvije godine kasnije, nakon što je postavio svjetski rekord na 5.000 m, otputovao je prvenstvo Europe po još jedan zalogaj slave. Pobijedio je u trci na 10000 m. A zatim je došla trka na 5.000 m. Novi mladi lav trkačke scene Vladimir Kuts stekao je svjetsku slavu već i samim tim što je prvi pobijedio Zatopeka.
Sljedećih je godina često gubio od velikih trkača Mimouna, Piriea, Chatawaya, Iharosa i Kutsa. Velika generacija izuzetnih trkača, koja je u vremenu od '54 – '57 čak 12 puta popravljala svjetske rekorde na 5 i 10 kilometara, našla se ponovo na okupu na Igrama u Melbourneu 1956. Zatopek nastupa samo u maratonu i zauzima tek šesto mjesto. Po povratku iz Australije zaključio je svoju aktivnu sportsku karijeru.

## Život nakon karijere
Nakon atletske karijere posvetio se vojničkom zanimanju, tako da je nakon nekoliko godina dogurao do čina pukovnika. Međutim, pred kraj 60-ih godina XX stoljeća počinje period životne agonije Emila Zatopeka. Naime, on otvoreno pruža potporu češkom političaru Aleksandru Dubčeku, mladom reformatoru, idejnom vođi "praškog proljeća", pokreta koji se protivio tadašnjoj sovjetskoj politici istočnog poretka. Kao i dvanaest godina ranije u Budimpešti 1956., ponovo su ruski tenkovi u kolovozu 1968. zaposjeli ulice Praga i ugušili pobunu. Zatopek je isključen iz komunističke partije, otpušten iz vojske i oduzeta mu je titula zaslužnog majstora sporta. Emil je u sljedećem periodu radio kao sakupljač otpada i čistač ulica ne bi li zadovoljio svoje egzistencionalne potrebe. 
Na poziv MOO-a da bude poseban gost Olimpijskih igara u Münchenu 1972., oglušio se njegov nadređeni "...jer nije mogao naći zamjenu". Krajem 70-ih, Emil je djelomično rehabilitiran i dobiva posao u praškom sportskom institutu, kao arhivist. 
Iako u svojoj zemlji omalovažavan, ostatak svijeta nije zaboravio velikog trkača. 1975. godine dobiva posebno priznanje Medalju Pierrea de Coubertina za promociju ferpleja u sportu. 
Još jednom je pokazao svoj prkos, prilikom Igara u Los Angelesu 1984., gdje je, ponovo na poziv MOO-a, otputovao kao specijalni gost, unatoč bojkota Igara od strane SSSR-a i cijelog istočnog bloka. Raspadom komunizma Zatopek je u potpunosti rehabilitiran, dobivši jednu od ključnih uloga u sportskom savezu Češke. Osobno mu se u ime naroda ispričao ministar obrane, a nebrojeno puta je dobivao priznanja od predsjednika Vaclava Havela.
Tijekom svojih 60-ih godina, Emil je još uvijek redovito trčao, održavajući svoju kondiciju, ali zadnjih nekoliko godina je bitno usporio. Nekoliko puta je hospitaliziran, a zadnji put zbog upale pluća, samo mjesec dana prije srčanog udara koji je prethodio padanju u komu. Borba liječnika za njegov život potrajala je još par dana i konačno, 22. studenog 2000., srce Emila Zatopeka je prestalo kucati.
Dan nakon što je saznao za njegovu smrt, izjavu je dao Lamine Diack, predsjednika IAAF-a (Međunarodne atletske federacije): "Ovo je tužan dan ne samo za prijatelje i poznavatelje sporta, već i za obične ljude koji su u Zatopeku prepoznali poštenog i nepomirljivog borca za ljudsko dostojanstvo i slobodu".
Pokop je održan 6. prosinca 2000., u Pragu, na državnom nivou, uz sve počasti.

## Najveći uspjesi
- 1948. - OI, 1 zlatna medalja (10.000 m), 1 srebrna medalja (5.000 m)
- 1950. - EP, 2 zlatne medalje (5.000 m i 10.000 m)
- 1952. - OI, 3 zlatne medalje (5.000 m, 10.000 m i maraton)
- 1954. - EP, 1 zlatna medalja (10.000 m)

## Osobni rekordi
- 5.000 m: 13:57.2 (1954.)
- 10.000 m: 28:54.2 (1954.)
- 1 sat: 20052 m (1951.), prvi preko 20.000 m za 1 sat
- Maraton: 2 h 23:04 (1952.)